# André Cazalet
Pour les articles homonymes, voir Cazalet.
André Cazalet est un corniste et pédagogue français né le 15 novembre 1955 à Pau.

## Biographie
André Cazalet naît le 15 novembre 1955 à Pau.
Il commence l'apprentissage de la musique par le piano à l'âge de cinq ans puis étudie le cor à compter de ses dix ans. Il entre ensuite au Conservatoire national supérieur de musique de Paris dans la classe de Georges Barboteu, où il remporte un 1er prix en 1977. En 1978, il obtient un 1er prix de musique de chambre dans la classe de Christian Lardé.
À partir de 1977, André Cazalet est membre de l'ensemble L'Itinéraire et s'implique dans la création contemporaine, collaborant avec des compositeurs de son temps. 
En 1978, il entre à l'Ensemble intercontemporain, puis devient cor solo de l'Orchestre de Paris en 1980.
En 1985, il est nommé professeur de cor au Conservatoire de Paris, où il succède à son maître Georges Barboteu.
Comme interprète, André Cazalet est le créateur ou le dédicataire de nombreuses œuvres, de Gilbert Amy, Marc-André Dalbavie (Trio pour piano, violon et cor, 2004), Didier Denis, Jean-Pierre Drouet, Gérard Grisey, Claude Lefebvre, Michaël Levinas, Horațiu Rădulescu ou Antoine Tisné notamment. Il mène en parallèle une carrière de soliste et donne des master class à travers le monde.